# Международная авиационная федерация
Международная авиационная федерация (ФАИ, Fédération Aéronautique Internationale, FAI) — международная организация содействия авиации и космонавтики.
Организация была основана как спортивная федерация в 1905 году. Сейчас объединяет авиационные организации около 100 стран.
Штаб-квартира расположена в Лозанне.
Россию представляет Федерация авиационного спорта России.
Одним из видов деятельности организации является установка стандартов и регистрация рекордов в авиации и космонавтике. Стандартизации ФАИ подлежат спортивные достижения и рекорды как для пилотируемых, так и для беспилотных летательных аппаратов (например, авиамоделей).
ФАИ признана Международным олимпийским комитетом в качестве головной организации по авиационным видам спорта.

## История
Первые полёты самолётов Клемента Адера, братьев Райт, Сантос-Дюмона, последовавшее за этим быстрое увеличение количества авиационных соревнований и всё более частые технологические прорывы в области авиации в начале XX века отметили рождение эры современной авиации.
В интернациональном сообществе авиаторов и изобретателей нарастало понимание потребности в создании международной федерации для координации и выбора направлений быстро растущей активности в сфере аэронавтики.
10 июня 1905 года Анри де Ла Во, вице-президент французского аэроклуба, майор Мёдебек из немецкой Лиги воздушных кораблей и Фернан Жакоб, президент аэроклуба Бельгии на Олимпийском конгрессе в Брюсселе выступили с предложением о создании «Международной авиационной федерации». Делегаты тепло поддержали эту идею, что выразилось в следующем решении Олимпийского конгресса:
Настоящий Конгресс, признавая особенную важность аэронавтики, выражает пожелание, чтобы в каждой стране были созданы ассоциации для регулирования спортивных полётов и на их основе была сформирована всемирная аэронавтическая федерация, для регулирования различные мероприятий, продвижения вопросов науки и спорта в области аэронавтики.
12 октября 1905 года в Париже была созвана Международная конференция по аэронавтике. После двух дней обсуждения представители Бельгии, Франции, Германии, Великобритании, Италии, Испании, Швейцарии и США приняли полный пакет документов о создании федерации. ФАИ была основана 14 октября 1905 года. С самого начала целями ФАИ были: систематическая каталогизация лучших достижений в области аэронавтики, с тем, чтобы они были известны любому желающему; определение их особенностей и отличий для возможности их дальнейшего сравнения; а также проверка достоверности рекордов, позволяющая гарантировать неоспоримость прав рекордсменов на свои титулы. В уставных документах отмечалось, что каждый орган, регулирующий спортивную активность в области аэронавтики (то есть национальные члены ФАИ), имеет полный контроль над собственной деятельностью.
Уже сто лет федерация следует решениям своих отцов основателей, в частности потому что установленные тогда задачи остаются актуальными и сегодня. Уставные документы ФАИ до сих пор отражают цели, определённые в далёком 1905 году. Тем не менее, появление новых технологий и современной техники, а также рождение новых воздушно-спортивных дисциплин стало причиной того, что сфера интересов ФАИ расширяется. Принятие новых целей отражает современное состояние общества и интересы тех, кто сегодня занимается авиационным спортом.
Сегодня главной задачей международной, некоммерческой, неправительственной организации ФАИ является развитие спортивной авиации во всём мире.
2 февраля 2017 года ФАИ огласила о новом стратегическом партнёрстве с международной компанией по управлению активами Noosphere Ventures. Согласно договору, который подписали Президент ФАИ Фриц Бринк, Генеральный секретарь ФАИ Сюзанна Шёдель и управляющий партнёр Noosphere Ventures Максим Поляков, Noosphere Ventures стала глобальным техническим партнёром ФАИ.

## Деятельность ФАИ
В современных уставных документах ФАИ подробно описаны и её нынешние цели и задачи. Среди них:
- Сделать очевидным, что международный дух авиации является мощным инструментом для взаимопонимания и дружбы всех людей независимо от политических, расовых или религиозных убеждений, что должно помочь укрепить международную добрую волю и позволит построить лучший и более мирный мир;
- Объединять аэроспортсменов (мужчин и женщин) при помощи международных соревнований;
- Обучать молодёжь в духе взаимного понимания и дружбы при помощи спорта;
- Координировать отдельные усилия членов федерации в дальнейшем развитии авиации и космонавтики;
- Защищать и охранять интересы членов федерации в использовании воздушного пространства;
- Создать площадку для обмена информацией и обсуждения проблем в области гражданской авиации.

Деятельность ФАИ охватывает разработку правил для регистрации и сертификации мировых рекордов в области аэронавтики. ФАИ разрабатывает инструкции по проведению воздушно-спортивных мероприятий для национальных членов федерации. Кроме того, федерация способствует передаче навыков, опыта и развитию безопасности в области аэронавтики. Тем, кто вносит свой вклад в эти сферы, присуждаются медали и дипломы ФАИ. Дипломами и медалями отмечаются также работы по восстановлению старинных летательных аппаратов.
В рамках структуры ФАИ, для каждого вида воздушного спорта создаётся собственная международная комиссия, которая отвечает за составление правил соревнований и наблюдение за деятельностью в данном виде спорта. Любые соревнования, первенства и установления рекордов проводятся под руководством комиссий ФАИ для соответствующего вида воздушного спорта. Остальные вопросы решают специальные технические комиссии.
Инструкции, правила и рекомендации, которые принимаются комиссиями во время их ежегодных встреч, в дальнейшем развиваются их участниками на национальном уровне самостоятельно, либо в международной кооперации.

## Членство в федерации
Государства-члены федерации представлены в ФАИ их центральными национальными организациями по контролю воздушного спорта. Почти 100 членов ФАИ обеспечивают высокий представительский уровень федерации. Различают следующие категории членства в ФАИ:
- Активные члены — организации, представляющие все дисциплины воздушного спорта, развиваемые в соответствующей стране;
- Ассоциативные члены — представляющие единственную спортивную дисциплину. Допускается иметь не более двух ассоциативных членов от каждой страны без формирования единой национальной организации и образования, таким образом, активного члена;
- Временные члены — национальные организации, собирающиеся стать активными или ассоциативными членами федерации, но ещё не готовые взять на себя все права и обязанности такого членства;
- Международные филиалы и прочие международные организации, разделяющие задачи и цели ФАИ.

## Структура ФАИ
Для выполнения этих задач и своевременного удовлетворения возникающих потребностей каждого вида воздушного спорта и области деятельности продолжает развиваться организационная структура ФАИ. Время от времени в ней создаются новые комиссии для решения соответствующих вопросов.
В настоящее время эта структура включает следующие элементы:
- Генеральная конференция — высший политический орган, принимающий уставные документы и регламент ФАИ;
- Исполнительный совет — основной исполнительный орган ФАИ, ответственный за осуществление решений Генеральной конференции и направления ежедневной деятельности;
- 11 комиссий воздушного спорта — Главная комиссия и 10 комиссий по контролю воздушно-спортивных дисциплин;
- 4 технические комиссии, которые управляют деятельностью ФАИ, не связанной напрямую со спортом.

### Генеральные конференции ФАИ
| Дата проведения                | Город             | Страна           | Примечания                                        |
| ------------------------------ | ----------------- | ---------------- | ------------------------------------------------- |
| 1 ноября — 3 ноября 2022       | онлайн            |                  |                                                   |
| 9 ноября — 11 ноября 2021      | онлайн            |                  |                                                   |
| 2 декабря — 5 декабря 2020     | онлайн            |                  |                                                   |
| 5 декабря — 6 декабря 2019     | Лозанна           | Швейцария        |                                                   |
| 26 октября — 27 октября 2018   | Луксор            | Египет           |                                                   |
| 25 октября — 27 октября 2017   | Лозанна           | Швейцария        |                                                   |
| 14 октября — 15 октября 2016   | Бали              | Индонезия        |                                                   |
| 25 октября — 26 октября 2015   | Роттердам         | Нидерланды       |                                                   |
| 17 октября — 18 октября 2014   | Паттайя           | Таиланд          |                                                   |
| 4 октября — 5 октября 2013     | Куала-Лумпур      | Малайзия         |                                                   |
| 19 октября — 20 октября 2012   | Анталья           | Турция           |                                                   |
| 11 октября — 16 октября 2011   | Белград           | Сербия           |                                                   |
| 5 октября — 10 октября 2010    | Дублин            | Ирландия         |                                                   |
| 6 октября — 11 октября 2009    | Инчхон            | Республика Корея |                                                   |
| 1 октября — 5 октября 2008     | Сен-Венсан        | Италия           |                                                   |
| 11 октября — 14 октября 2007   | Родос             | Греция           |                                                   |
| 25 октября — 28 октября 2006   | Сантьяго          | Чили             |                                                   |
| 12 октября — 14 октября 2005   | Париж             | Франция          | Юбилейная конференция ФАИ к 100-летию организации |
| 30 сентября — 2 октября 2004   | Мадрид            | Испания          |                                                   |
| 9 октября — 11 октября 2003    | Краков            | Польша           |                                                   |
| 8 октября — 12 октября 2002    | Дубровник         | Хорватия         |                                                   |
| 16 октября — 20 октября 2001   | Монтрё            | Швейцария        |                                                   |
| 25 сентября — 30 сентября 2000 | Линчёпинг         | Швеция           |                                                   |
| 18 октября — 23 октября 1999   | Лимасол           | Кипр             |                                                   |
| 28 сентября — 3 октября 1998   | Тулуза            | Франция          |                                                   |
| 20 октября — 25 октября 1997   | Рио-де-Жанейро    | Бразилия         | Отчёт президента                                  |
| 14 октября — 20 октября 1996   | Блед              | Словения         | Отчёт президента                                  |
| 6 октября — 13 октября 1995    | Сан-Сити          | ЮАР              |                                                   |
| 9 октября — 15 октября 1994    | Анталия           | Турция           |                                                   |
| 11 октября — 17 октября 1993   | Тель-Авив         | Израиль          |                                                   |
| 13 сентября — 19 сентября 1992 | Афины             | Греция           |                                                   |
| 29 сентября — 5 октября 1991   | Берлин            | Германия         |                                                   |
| 7 октября — 13 октября 1990    | Будапешт          | Венгрия          |                                                   |
| 25 сентября — 30 сентября 1989 | Варна             | Болгария         |                                                   |
| 9 октября — 15 октября 1988    | Сидней            | Австралия        |                                                   |
| 6 сентября — 11 сентября 1987  | Стокгольм         | Швеция           |                                                   |
| 29 сентября — 4 октября 1986   | Мадрид            | Испания          |                                                   |
| 17 ноября — 23 ноября 1985     | Нью-Дели          | Индия            |                                                   |
| 26 октября — 1 ноября 1984     | Прага             | Чехия            |                                                   |
| 25 сентября — 30 сентября 1983 | Лос-Анджелес      | США              |                                                   |
| 12 сентября — 18 сентября 1982 | Брюссель          | Бельгия          |                                                   |
| 26 октября — 30 октября 1981   | Токио             | Япония           |                                                   |
| 2 ноября — 8 ноября 1980       | Окленд            | Новая Зеландия   |                                                   |
| 28 октября — 3 ноября 1979     | Никосия           | Кипр             |                                                   |
| 21 октября — 28 октября 1978   | Сантьяго-де-Чили  | Чили             |                                                   |
| 2 октября — 8 октября 1977     | Рим               | Италия           |                                                   |
| 1 октября — 7 октября 1976     | Тегеран           | Иран             |                                                   |
| 22 сентября — 26 сентября 1975 | Оттава            | Канада           |                                                   |
| 27 октября — 2 ноября 1974     | Сидней            | Австралия        |                                                   |
| 2 сентября — 7 сентября 1973   | Дублин            | Ирландия         |                                                   |
| 1 октября — 7 октября 1972     | Париж             | Франция          |                                                   |
| 26 сентября — 2 октября 1971   | Люцерн            | Швейцария        |                                                   |
| 21 ноября — 28 ноября 1970     | Нью-Дели          | Индия            |                                                   |
| 13 июля — 20 июля 1969         | Хельсинки         | Финляндия        |                                                   |
| 28 ноября — 30 ноября 1968     | Лондон            | Великобритания   |                                                   |
| 8 октября — 15 октября 1967    | Афины             | Греция           |                                                   |
| 26 ноября — 4 ноября 1966      | Сантьяго-де-Чили  | Чили             |                                                   |
| 12 сентября — 20 сентября 1965 | Мюнхен            | Германия         |                                                   |
| 17 октября — 25 октября 1964   | Тель-Авив         | Израиль          |                                                   |
| 12 октября — 22 октября 1963   | Мехико            | Мексика          |                                                   |
| 26 сентября — 2 октября 1962   | Афины             | Греция           |                                                   |
| 12 октября — 22 октября 1961   | Монако            | Монако           |                                                   |
| 2 октября — 10 октября 1960    | Барселона         | Испания          |                                                   |
| 25 мая — 2 июня 1959           | Москва            | СССР             |                                                   |
| 11 апреля — 16 апреля 1958     | Лос-Анджелес      | США              |                                                   |
| 22 июня — 29 июня 1957         | Палермо           | Италия           |                                                   |
| 14 мая — 20 мая 1956           | Вена              | Австрия          |                                                   |
| 17 июня — 25 июня 1955         | Париж             | Франция          |                                                   |
| 20 сентября — 27 сентября 1954 | Стамбул           | Турция           |                                                   |
| 14 мая — 22 мая 1953           | Гаага             | Нидерланды       |                                                   |
| 3 мая — 11 мая 1952            | Мадрид            | Испания          |                                                   |
| 4 июля — 11 июля 1951          | Брюссель          | Бельгия          |                                                   |
| 28 мая — 4 июня 1950           | Стокгольм         | Швеция           |                                                   |
| 2 сентября — 9 сентября 1949   | Кливленд          | США              |                                                   |
| 26 сентября — 2 октября 1948   | Париж             | Франция          |                                                   |
| 13 сентября — 20 сентября 1947 | Женева            | Швейцария        |                                                   |
| 10 сентября — 13 сентября 1946 | Лондон            | Великобритания   |                                                   |
| 23 июня — 28 июня 1938         | Берлин            | Германия         |                                                   |
| 22 июня — 27 июня 1937         | Лондон            | Великобритания   |                                                   |
| 24 августа— 30 августа 1936    | Варшава           | Польша           |                                                   |
| 9 сентября — 12 сентября 1935  | Дубровник         | Хорватия         |                                                   |
| 6 октября — 12 октября 1934    | Вашингтон         | США              |                                                   |
| 20 декабря — 25 декабря 1933   | Каир              | Египет           |                                                   |
| 10 января 1933                 | Париж             | Франция          | Чрезвычайная конференция                          |
| 5 сентября — 9 сентября 1932   | Гаага             | Нидерланды       |                                                   |
| 15 января 1932                 | Париж             | Франция          | Чрезвычайная конференция                          |
| 6 июня — 14 июня 1931          | Бухарест          | Румыния          |                                                   |
| 1 декабря 1930                 | Париж             | Франция          | Чрезвычайная конференция                          |
| 10 июня — 15 июня 1930         | Париж             | Франция          |                                                   |
| 19 июня — 22 июня 1929         | Копенгаген        | Дания            |                                                   |
| 11 января 1929                 | Париж             | Франция          | Чрезвычайная конференция                          |
| 24 июня — 26 июня 1928         | Брюссель          | Бельгия          |                                                   |
| 5 января 1928                  | Париж             | Франция          | Чрезвычайная конференция                          |
| 14 августа — 19 августа 1927   | Цюрих             | Швейцария        |                                                   |
| 9 октября — 19 октября 1926    | Рим               | Италия           |                                                   |
| 19 сентября — 28 сентября 1925 | Прага             | Чехия            |                                                   |
| 21 июня — 29 июня 1924         | Париж             | Франция          |                                                   |
| 8 августа — 12 августа 1923    | Готебург          | Швеция           |                                                   |
| 10 октября — 16 октября 1922   | Рим               | Италия           |                                                   |
| 26 октября — 28 октября 1921   | Мадрид            | Испания          |                                                   |
| 8 сентября — 10 сентября 1920  | Женева            | Швейцария        |                                                   |
| 22 октября — 24 октября 1919   | Брюссель          | Бельгия          |                                                   |
| 19 мая — 21 мая 1919           | Париж             | Франция          |                                                   |
| 31 июля — 2 августа 1913       | Схевенинген-Гаага | Нидерланды       |                                                   |
| 28 января — 29 января 1913     | Париж             | Франция          | Чрезвычайная конференция                          |
| 20 июня — 22 июня 1912         | Вена              | Австрия          |                                                   |
| 25 ноября — 27 ноября 1911     | Рим               | Италия           |                                                   |
| 10 января 1911                 | Париж             | Франция          | Чрезвычайная конференция                          |
| 27 октября — 28 октября 1910   | Париж             | Франция          |                                                   |
| 30 сентября — 1 октября 1909   | Цюрих             | Швейцария        |                                                   |
| 11 января — 12 января 1909     | Лондон            | Великобритания   | Чрезвычайная конференция                          |
| 27 мая — 29 мая 1908           | Лондон            | Великобритания   |                                                   |
| 13 сентября — 14 сентября 1907 | Брюссель          | Бельгия          |                                                   |
| 15 октября 1906                | Германия          | Германия         |                                                   |
| 12 октября — 14 октября 1905   | Париж             | Франция          |                                                   |

### Исполнительный совет ФАИ
Исполнительный совет, возглавляемый президентом ФАИ, является основным исполнительным органом федерации, реализующим политику и решения её Генеральных конференций и отвечающим за все решения принятые в период между Генеральными конференциями.
Состав исполнительного совета (на осень 2005 года):
Президент ФАИ:
- Пьер Портманн (Pierre Portmann)

Исполнительный финансовый директор:
- Роберт Клипшам (Robert E. Clipsham)

Исполнительные директора:
- Хидэо Хирасава (Hideo Hirasawa)
- Альваро де Орлеан-Борбон (Alvaro de Orleans-Borbon)
- Би Джей Уорт (B. J. Worth)
- Ежи Макула (Jerzy Makula)
- Бенгт-Эрик Фонселль (Bengt-Erik Fonsell)

### Комиссии ФАИ по контролю воздушно-спортивных дисциплин
- Генеральная комиссия ФАИ по воздушному спорту
- Комиссия ФАИ по воздухоплаванию
- Комиссия ФАИ по авиации общего назначения (АОН)
- Комиссия ФАИ по планерному спорту
- Комиссия ФАИ по авиамоделизму
- Комиссия ФАИ по парашютному спорту
- Комиссия ФАИ по высшему пилотажу
- Комиссия ФАИ по утверждению рекордов в астронавтике
- Комиссия ФАИ по дельтапланеризму и парапланеризму
- Комиссия ФАИ по сверхлёгким летательным аппаратам
- Комиссия ФАИ по вертолётному спорту

### Технические комиссии ФАИ
- Комиссия ФАИ по аэрокосмическому образованию
- Комиссия ФАИ по вопросами любительского самолётостроения
- Комиссия ФАИ по медико-физиологическим вопросам
- Комиссия ФАИ по защите окружающей среды

## Членство в ФАИ России и СССР
В декабре 1909 года Российская империя стала членом ФАИ. Представителем являлся Императорский Всероссийский аэроклуб (ИВАК).  В публичной электронной базе ФАИ рекордов принадлежащих Российской империи не значится. 
После революции в Советской России с 20-х годов рекордная работа активно велась во всех направлениях авиационной деятельности, но официально эти рекорды мировым являться не могли, потому что СССР не являлся членом ФАИ. 
5 апреля 1936 года Совет народных комиссаров принял и утвердил постановление №645 "О мировых и международных авиационных рекордах".,
Совет Народных Комиссаров Союза ССР постановляет:
1. Установить порядок, при котором впредь будут признаваться только те мировые (абсолютные) и международные (по классу) авиационные рекорды, которые зарегистрированы Центральным Аэроклубом и утверждены Международной Авиационной Федерацией (ФАИ).
2. Обязать все учреждения и организации Союза ССР, культивирующие авиационный спорт и лётное дело, ставить в известность Центральный Аэроклуб имени т. Косарева о подготовляемых рекордах не позднее чем за один месяц до их постановки с тем, чтобы Центральный Аэроклуб мог командировать на место своих представителей (спортивных комиссаров) и сделать своевременную (по статуту) заявку в Международную Авиационную Федерацию (ФАИ).
Председатель СНК Союза ССР В. Молотов.
Зам. Управляющего Делами СНК Союза ССР И. Межлаук.
Представителем СССР в ФАИ стал Центральный аэроклуб им. Косарева (в дальнейшем Центральный аэроклуб им. Чкалова). Первым официальным рекордом СССР зарегистрированным в ФАИ, стал полет на высоту Коккинаки 17 июля 1936 года на самолете ЦКБ-26.
Представителем современной Россия в ФАИ является Федерация авиационного спорта России (ФАС), в которой членами являются общероссийские федерации по отдельным видам авиационного спорта. 
28 февраля 2022 года членство России в ФАИ приостановлено.,